# Радоје Дакић
Радоје Дакић Брко (Мала Црна Гора, код Жабљака, 27. новембар 1911 — Москва, 13. јануар 1946) био је комунистички револуционар, учесник Народноослободилачке борбе, председник Синдиката Југославије и народни херој Југославије.

## Биографија
Рођен је 27. новембра 1911. у селу Мала Црна Гора, на Жабљаку, код Пљеваља. После завршене основне школе, као питомац Српског привредног друштва Привредник од 24. децембра 1926. године, изучио је машинбраварски занат и завршио занатску школу у Београду. После тога се запослио у ливници „Југ“. Радио је и у Ортопедском заводу у Београду и неким другим предузећима.
Врло рано је пришао радничком покрету. Био је веома активан у синдикалној организацији металаца и нарочито се залагао у окупљању омладине и њеном укључењу у рад синдиката. Члан Комунистичке партије Југославије постао је 1934. године.
Због револуционарне активности често је хапшен и затваран. После полицијске провале у партијску организацију у Београду, 1936. године, ухапшен је и у затвору је провео девет месеци. Касније је, услед недостатка доказа, пуштен и протеран у родно место.
Године 1937. се вратио у Београд и радио у предузећима „Рогожарски“ и „Икарус“. Пред изборе 1938. године поново је протеран у родно место. Идуће године се враћа у Београд, али поново бива ухапшен и изведен пред Државни суд за заштиту државе, који га ослобађа, услед недостатка доказа.
У то време Радоје је био политички секретар Месног комитета КПЈ у Београду. Као партијски руководилац учествовао је у организовању многих штрајкова. Године 1940. организовао је велики штрајк радника аеро-наутичке индустрије, због чега је ухапшен. После краћег задржавања у затвору, пуштен је, али је услед полицијске провале у партијску организацију поново ухапшен. У затвору је остао све до априла 1941. године.
После капитулације и окупације Краљевине Југославије, одлази у Црну Гору, где постаје члан Покрајинског комитета КПЈ за Црну Гору и Боку и активно учествује у припремама устанка. Октобра 1941. године изабран је за секретара Окружног комитета КПЈ за Никшић. Као делегат никшићког среза учествовао је на Острошкој скупштини одржаној 8. фебруара 1942. године у манастиру Острог.
Током 1942. године постављен је за секретара Покрајинског комитета КПЈ за Црну Гору и Боку. Године 1944. постављен је за политичког комесара Другог ударног корпуса.
После ослобођења Београда, учествовао је на Оснивачкој земаљској конференцији синдиката, на којој је изабран за секретара Централног одбора Јединствених синдиката Југославије.
Крајем 1945. године отишао је на лечење у Москву, где је и умро 13. јануара 1946. године. Сахрањен је у Алеји заслужних грађана на Новом гробљу у Београду.
Носилац је Партизанске споменице 1941. Указом Председништва АВНОЈ-а 26. јуна 1945. одликован је Орденом партизанске звезде првог реда, а Указом Президијума Народне скупштине ФНР Југославије постхумно је 12. јула 1949. проглашен за народног хероја.

## Галерија
- Радоје Дакић, први с десна
- Гроб Радоја Дакића у Алеји заслужних грађана на Новом гробљу у Београду
- Партизанска споменица 1941.
- Орден партизанске звезде првог реда
- Орден народног хероја